# Николовский, Гоце
Го́це Николо́вский (макед. Гоце Николовски; 1947, Скопье — 16 декабря 2006, там же) — македонский певец и музыкант, известный прежде всего благодаря песне «Бисер балкански» («Балканский жемчуг»).

## Биография
Гоце Николовский родился в Скопье, столице Социалистической Республики Македонии, входившей в СФРЮ в 1947 году. 
Пик его популярности пришёлся на 1990 год, когда Гоце Николовский вместе с песней «Балканским жемчугом» занял первое место на песенном фестивале в Валандове — ежегодном конкурсе певцов бывшей Югославии. Песня моментально сделалась хитом в тогда ещё социалистической Македонии, а после её отделения от Югославии «Балканский жемчуг» даже стал своего рода неофициальным гимном нового государства. Самого Николовского так же часто называли «Бисер Балкански».
В течение 1990-х годов Николовский записал ещё несколько шлягеров, но ни один не смог повторить успеха «Балканского жемчуга». В 1992 году Николовский принял участие в фестивале Canberra ’92 в Австралии с песней «Од мајка нема помила». Популярность Николовского постепенно угасала, и к 2000 году его имя фактически исчезло из поля зрения публики.

### Самоубийство
16 декабря 2006 года около 22:00 по местному времени соседи Николовского услышали выстрел. Около 3:00 17 декабря полиция подъехала к запертому изнутри дому Николовского, в котором и обнаружила тело 59-летнего певца. Гоце Николовский покончил с собой, выстрелив себе в голову. Было установлено, что в момент выстрела он находился дома один. Рядом с телом был обнаружен пистолет и предсмертная записка, адресованная семье. Полиция исключила любые криминальные версии происшествия.